# Wang Yuchen
Wang Yuchen (chinesisch 王雨晨; * 5. August 1997 in Henan) ist ein hongkong-chinesischer Snookerspieler.

## Karriere

### Anfänge
In der Saison 2012/13 nahm Wang Yuchen erstmals an der Players Tour Championship teil. Nachdem er beim Auftaktturnier der in Asien stattfindende Teilserie die Hauptrunde erreicht hatte und dort gegen Ben Woollaston ausgeschieden war, schaffte er es beim zweiten APTC-Turnier in die Runde der letzten 64, in der er dem Engländer Stuart Bingham mit 0:4 unterlag. Beim dritten Turnier schied er erneut in der ersten Hauptrunde aus. Im Juni 2011 gelang ihm bei der U21-Weltmeisterschaft zum ersten Mal der Einzug in die Finalrunde, bei der er in der Runde der letzten 32 gegen Laxman Rawat verlor.
Auf der Main Tour 2012/13 erhielt er bei vier Weltranglistenturnieren eine Wildcard. Er schied aber sowohl beim Shanghai Masters und der International Championship 2012 als auch bei den Haikou World Open und den China Open 2013 in der Wildcardrunde aus.
Nachdem Wang im Mai 2013 bei seiner ersten Teilnahme an der Asienmeisterschaft in der Vorrunde ausgeschieden war, erreichte er bei der U21-Weltmeisterschaft 2013 erneut die Runde der letzten 32.
Im September 2013 erhielt er beim Shanghai Masters erneut eine Wildcard. Mit einem 5:3-Sieg gegen Joe Perry schaffte er es zum ersten Mal in die Hauptrunde eines Weltranglistenturniers, bei der er jedoch in der Runde der letzten 32 mit 1:5 gegen Neil Robertson verlor. Bei der Players Tour Championship 2013/14 nahm er an den vier Turnieren der Asian Tour teil. Nachdem er bei den Zhangjiagang Open 2013 die zweite Runde erreicht hatte, zog er bei den Zhengzhou Open 2013 ins Sechzehntelfinale ein und unterlag dort seinem Landsmann Liu Chuang mit 1:4. In der PTC-Saison 2014/15 erreichte er die zweite Runde bei den Haining Open 2014 und die Runde der letzten 32 bei den Xuzhou Open 2015.
Im Juli 2015 zog Wang Yuchen bei der U21-Weltmeisterschaft nach Siegen gegen Ratchayothin Yotharuck, Siyavosh Mozayani und Ashley Carty ins Halbfinale ein, in dem er dem späteren Weltmeister Boonyarit Keattikun mit 0:7 unterlag. Beim Shanghai Masters 2015 startete er erneut als Wildcardspieler. In der Wildcardrunde verlor er mit 1:5 gegen Kyren Wilson, den späteren Sieger des Turniers. Im Oktober 2015 schied er bei den Haining Open, dem einzigen Turnier der Asian Tour 2015/16 in der ersten Runde aus. Wenige Tage später erreichte er bei der International Championship durch einen 6:4-Sieg in der Wildcardrunde gegen Aditya Mehta zum zweiten Mal die Hauptrunde eines Weltranglistenturniers, bei der er in der Runde der letzten 64 mit 1:6 gegen Joe Perry verlor. Im März 2016 wurde Wang durch einen 6:5-Finalsieg gegen Ratchayothin Yotharuck U21-Asienmeister und qualifizierte sich damit für die beiden folgenden Main-Tour-Spielzeiten. Wenige Tage später erhielt er eine Wildcard für die China Open, bei denen er in der Wildcardrunde mit 0:5 gegen Martin O’Donnell ausschied.

### 2016–2018: Erste Profijahre
In die Saison 2016/17 startete Wang mit einer Auftaktniederlage gegen Xiao Guodong in der Qualifikation zu den Indian Open. Drei Tage später gelang ihm in der Qualifikationsrunde der World Open sein erster Sieg als Profi, als er Jamie Jones mit 5:2 besiegte. Bei der Endrunde in Yushan verlor er jedoch mit 1:5 gegen Jimmy Robertson. Bei der International Championship 2016 gewann er in der Qualifikation gegen Rory McLeod, bevor er sich in der Wildcardrunde seinem Landsmann Xu Si mit 5:6 geschlagen geben musste. Zwei weitere Siege gelangen ihm in seiner ersten Profisaison: Bei der UK Championship 2016 besiegte er in der ersten Runde den früheren Weltmeister Peter Ebdon mit 6:5 und bei den Welsh Open 2017 gewann er mit 4:3 gegen Gareth Allen. In der Qualifikation zur Snookerweltmeisterschaft schied er in der ersten Runde mit 2:10 gegen Scott Donaldson aus. Am Saisonende belegte er in der Weltrangliste den 103. Platz.
In seiner zweiten Profisaison zog er seine Teilnahme am Riga Masters, für das er qualifiziert war, weil sein Qualifikationsgegner Rod Lawler nicht antrat, zurück. Beim China Championship verlor er sein Auftaktmatch in der Qualifikation mit 1:5 gegen Yan Bingtao. Beim Paul Hunter Classic verlor er in der ersten Runde mit 1:4 Stuart Carrington. Seinen ersten Saisonsieg fuhr er in der Qualifikation für die Indian Open ein. In der ersten Hauptrunde verlor er mit 0:4 gegen David Gilbert. Bei dem World Open unterlag er in der Qualifikation Mark Allen mit 1:5, bei den darauffolgenden European Masters schied er ebenfalls in der Qualifikation aus, diesmal mit 2:4 gegen Aditya Mehta. Bei dem English Open schied er in der ersten Runde mit 2:4 gegen seinen Landsmann Xiao Guodong aus, beim International Championship verlor er in der Qualifikation mit 5:6 gegen Yan Bingtao. Die Hauptrunde der Shanghai Masters erreichte er durch einen 5:1-Sieg über David Grace, doch er verlor mit 1:5 gegen Mark Williams. Bei den Northern Ireland Open besiegte er in der ersten Runde Scott Donaldson mit 4:2, ehe er mit 3:4 an Akani Songsermsawad scheiterte. Beim UK Championship folgte eine 4:6-Erstrundenniederlage gegen Jack Lisowski und auch bei den Scottish Open verlor er seine Erstrundenpartie gegen Niu Zhuang mit 3:4. Die Hauptrunde der German Masters in Berlin verpasste er nach einem  5:3-Sieg über den Vorjahresfinalisten Ali Carter durch eine 0:5-Niederlage in der zweiten Qualifikationsrunde gegen Mark Joyce. In der ersten Runde des Shoot-Out verlor er in der ersten Runde mit 14:22 nach Punkten gegen den ehemaligen Profi Kuldesh Johal. Bei den Welsh Open verlor er in der ersten Runde mit 1:4 gegen Peter Ebdon, bei den China Open folgte eine 4:6-Niederlage in der Qualifikation gegen Mark Selby. In der ersten Qualifikationsrunde für die Snookerweltmeisterschaft verlor er mit 6:10 gegen David Grace. Er beendete sie Saison auf Weltranglistenplatz 94, was nicht für eine Qualifikation für die nächste Saison reichte.

### 2018–2024: Amateur, Pause und Rückkehr auf die Profitour
Wang versuchte sofort, sich über die Q School wiederzuqualifizieren. Beim ersten Turnier verlor er in der ersten Runde gegen Kristján Helgason, beim zweiten gegen Louis Heathcote. Beim dritten Turnier unterlag er nach Siegen über Zak Surety und Mitchell Mann im Halbfinale seiner Gruppe Ashley Carty. Im November 2019 erreichte er bei der Amateurweltmeisterschaft die Runde der letzten 32.
Nach zweieinhalb Jahren Pause trat Wang im Mai 2022 erstmals wieder international in Erscheinung, als er versuchte über die Q School auf die Profitour zurückzukehren. Während er beim zweiten Turnier das Viertelfinale seiner Runde erreichte, gewann er beim ersten und dritten Turnier nur jeweils ein Spiel und verpasste somit deutlich die Rückkehr auf die Tour.
Anfang 2023 erreichte Wang bei der WSF Championship die Runde der letzten 32. Wenige Wochen später zog er bei der Asien-Pazifik-Meisterschaft ins Endspiel ein, in dem er sich dem Chinesen Liu Hongyu mit 1:6 geschlagen geben musste. Bei der Asien-Pazifik-Meisterschaft in der Variante 6-Red-Snooker erreichte er das Halbfinale, in dem er gegen Peter Devlin verlor. Im Mai 2023 trat er bei der Asia-Oceania Q School an. Nach einer Auftaktniederlage beim ersten Turnier gelangte er beim zweiten Turnier ins Finale seiner Gruppe, in dem er dem Chinesen He Guoqiang mit 4:5 unterlag.
Im November 2023 erreichte Wang bei der 6-Red-Snooker-Weltmeisterschaft die Runde der letzten 32 und im Februar 2024 gelangte er bei der WSF Championship ins Viertelfinale, in dem er dem Ukrainer Julian Bojko mit 3:4 unterlag.
Im Mai 2024 besiegte Wang bei der Q School unter anderem Paul Schopf, Andy Hicks und Jenson Kendrick und qualifizierte sich schließlich durch einen 4:3-Sieg gegen den Waliser Dylan Emery für die Profispielzeiten 2024/25 und 2025/26.

### Seit 2024: Weitere Profijahre
In seiner dritten Profisaison musste Wang bei seinen ersten beiden Turnierteilnahmen Auftaktniederlagen hinnehmen. Sein erster Sieg gelang ihm bei den English Open 2024 gegen Stuart Carrington (4:0), bevor er in der zweiten Qualifikationsrunde dem Chinesen He Guoqiang mit 3:4 unterlag. Während er zumeist sein Auftaktspiel verlor, gewann Wang in der ersten Saisonhälfte bei drei weiteren Turnieren mindestens ein Spiel. So besiegte er bei den Northern Ireland Open unter anderem Joe Perry und Jack Lisowski und erreichte die Runde der letzten 32, in der er gegen Neil Robertson verlor. Bei der UK Championship 2024 setzte er sich unter anderem gegen Mark Davis und Robbie Williams durch, bevor er in der vierten Qualifikationsrunde an Barry Hawkins scheiterte.
In der zweiten Saisonhälfte erreichte er bei den Welsh Open die Runde der letzten 64 und schied bei den anderen Turnieren in der Qualifikation aus. Bei der WM-Qualifikation 2025 gewann Wang gegen Brian Cini und Robert Milkins, bevor er sich in der entscheidenden Qualifikationsrunde dem Iraner Hossein Vafaei mit 4:10 geschlagen geben musste.

## Erfolge
| Ergebnis        | Jahr   | Turnier                     | Finalgegner            | Endstand |
| --------------- | ------ | --------------------------- | ---------------------- | -------- |
| Amateurturniere |        |                             |                        |          |
| Sieger          | 2016   | U21-Asienmeisterschaft      | Ratchayothin Yotharuck | 6:5      |
| Finalist        | 2023   | Asien-Pazifik-Meisterschaft | Liu Hongyu             | 1:6      |
| Finalist        | 2023/2 | Asia-Oceania Q School       | He Guoqiang            | 4:5      |
| Sieger          | 2024/1 | Q School                    | Dylan Emery            | 4:3      |